# Sergio Sartorelli
Sergio Sartorelli (* 27. Mai 1928 in Alessandria; † 28. November 2009 in Turin) war ein italienischer Automobildesigner, der für Ghia, OSI und Fiat arbeitete. Sartorelli entwarf neben Einzelstücken auch Aufbauten für Klein- und Großserienfahrzeuge. Zu seinen allgemein bekannten Kreationen gehören unter anderem Volkswagens „Großer Karmann-Ghia“ und der fast 30 Jahre lang gebaute Fiat 126 „Bambino“.

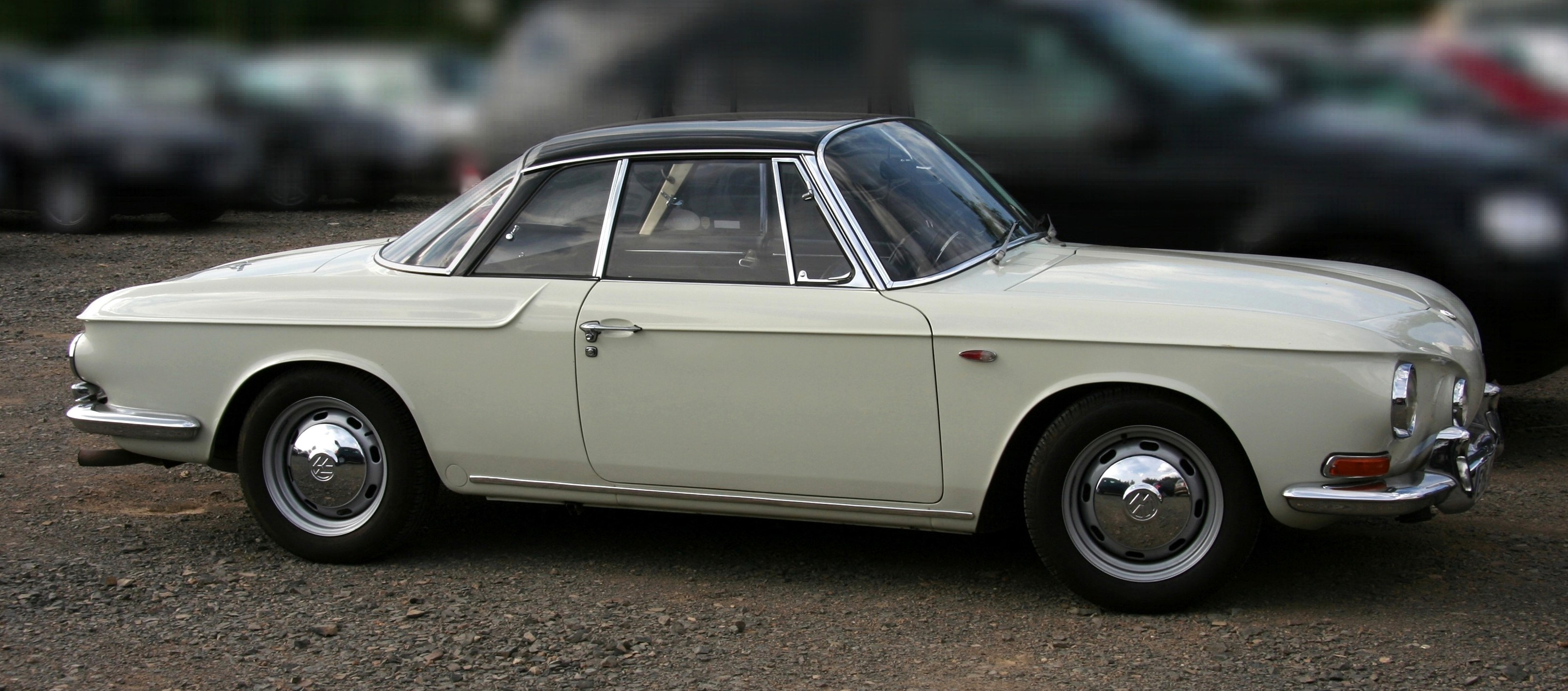
Karosserie von Sergio Sartorelli: VW Karmann-Ghia Typ 34

## Werdegang
Sartorelli wuchs in der norditalienischen Stadt Alessandria auf. Bereits als Teenager zeichnete er Autos und Lastkraftwagen. Einer Quelle zufolge war das Zeichnen für Sartorelli eine Möglichkeit, die Bedrohungen des Zweiten Weltkriegs gedanklich auszublenden. Nach dem Ende des Krieges absolvierte er am Polytechnikum Turin eine Ausbildung zum Maschinenbauingenieur. Während seines Militärdienstes arbeitete er freiberuflich als Zeichner für die Carrozzeria Boano.
Versuche, nach der Wehrzeit eine Anstellung bei Boano oder bei Pininfarina zu erhalten, blieben erfolglos. 1956 wurde Sartorelli von der Carrozzeria Ghia eingestellt. Nachdem deren bisheriger Designchef Giovanni Savonuzzi 1957 zu Chrysler gewechselt war, wurde Sartorelli Ghias Chefdesigner für Prototypen. Bis 1965 gestaltete Sartorelli neben Studien eine Reihe von Einzelstücken und Kleinserienfahrzeugen für Ghia. Ende 1965 wechselte er zur Officine Stampaggi Industriali (OSI) in Turin, die zeitweise eng mit Ghia verbunden war. Ghias Inhaber Luigi Segre hatte OSI 1960 zusammen mit dem Rechtsanwalt Arrigo Olivetti mit dem Ziel gegründet, Ghia zu entlasten: Ghia sollte sich künftig allein auf Designarbeiten konzentrieren, während die Serienfertigung von Karosserien ausschließlich bei OSI stattfinden sollte. Entsprechend dieser Aufgabenverteilung hatte OSI anfangs kein eigenes Designstudio, sondern übernahm von Ghia Sartorellis Entwürfe. Als Segre 1963 starb, zerbrach OSIs Verbindung zu Ghia. In den folgenden zwei Jahren arbeitete OSI als Dienstleister mit Entwürfen unabhängiger Designer wie Giovanni Michelotti, bevor Sartorelli den Auftrag erhielt, für OSI ein eigenes Designstudio aufzubauen. Das Centro Stile e Esperienze OSI nahm 1966 den Betrieb auf; Sartorelli wurde Chefdesigner. Seine Stelle bei Ghia übernahm Giorgio Giugiaro. Zu dieser Zeit geriet OSI in wirtschaftliche Schwierigkeiten. Mehrere Verträge liefen aus, und Giacomo Biancho, der nach Segres Tod die Leitung des Unternehmens übernahm, schaffte es nicht, Anschlussaufträge zu akquirieren, die den Kapazitäten des Werks entsprachen. Ende 1967 stellte OSI den Betrieb ein. Sartorelli wurde mit der Abwicklung des Unternehmens beauftragt. OSIs Designabteilung ging 1968 in Fiats Centro Stile auf. Sartorelli selbst ging ebenfalls zu Fiat, wo er bis 1984 – zuletzt als Head of Future Studies – arbeitete.
Nach seinem Ausscheiden bei Fiat gründete Sartorelli in Turin das Studio Esse Design, mit dem er als selbständiger Berater und Dienstleister im Industriedesign tätig war. Esse Design wurde unter anderem von Audi und Saab konsultiert. 1988 löste Sartorelli Esse Design auf, um sich fortan seiner Familie zu widmen.

## Von Sergio Sartorelli gestaltete Autos

### Ghia
In seiner Zeit bei Ghia (1956 bis 1965) entwarf Sartorelli eine Reihe von Serienkarosserien; außerdem war er an der Gestaltung zahlreicher Prototypen und Designstudien beteiligt.

#### Fiat 500 und 600 Jolly
Eine von Sartorellis ersten Arbeiten für Ghia war der Entwurf eines Strandwagens auf der Basis der Kleinwagen Fiat 500 und 600. Angeblich auf eine Idee Gianni Agnellis zurückgehend, hatten seit 1954 verschiedene italienische Karosseriebaubetriebe offene, meist türlose Fahrzeuge auf Fiat-Basis entworfen, die fast alle Einzelstücke blieben. Ghias Inhaber Luigi Segre erkannte das Marktpotential eines solchen Autos und ließ Sartorelli einen leicht in Serie zu produzierenden Strandaufbau entwickeln. Sartorellis Entwurf ließ sich gleichermaßen auf der Basis des Fiat 500 wie auch des Fiat 600 verwirklichen. Sartorelli behielt die Front- und die Heckpartie der Serien-Fiats bei. Alles oberhalb der Gürtellinie bis auf einen Teil des Windschutzscheibenrahmens wurde ebenso wie die Türen und ein Stück der Seitenbleche zwischen den Achsen entfernt und stattdessen Versteifungen eingeschweißt, die von der A-Säule bis zum Ende der vergrößerten Türausschnitte reichten und um einiges höher waren als die ursprünglichen Schweller. Darüber gab es ein einfaches Stoffdach auf einem Stahlrohrgestell. Die serienmäßigen Sitze wurden durch geflochtene Korbsessel ersetzt. Die Antriebstechnik des Fiat mit Zwei- (500) oder Vierzylindermotor (600) blieb unverändert. Das Fiat 500 bzw. 600 Jolly (deutsch: Joker) genannte Auto wurde einige Jahre lang produziert. Insgesamt entstanden etwa 440 Fahrzeuge. Zu den Kunden gehörten Aristoteles Onassis, Lyndon B. Johnson, Grace Kelly, Yul Brynner und John Wayne.
Sartorellis Designkonzept wurde in den folgenden Jahren mehrfach kopiert. Giovanni Michelotti etwa entwarf auf der Basis des Fiat 850 den Michelotti Shellette, der ebenfalls offene Seitenteile und ein Dach aus Stoff hat.

#### Crown Imperial Limousine

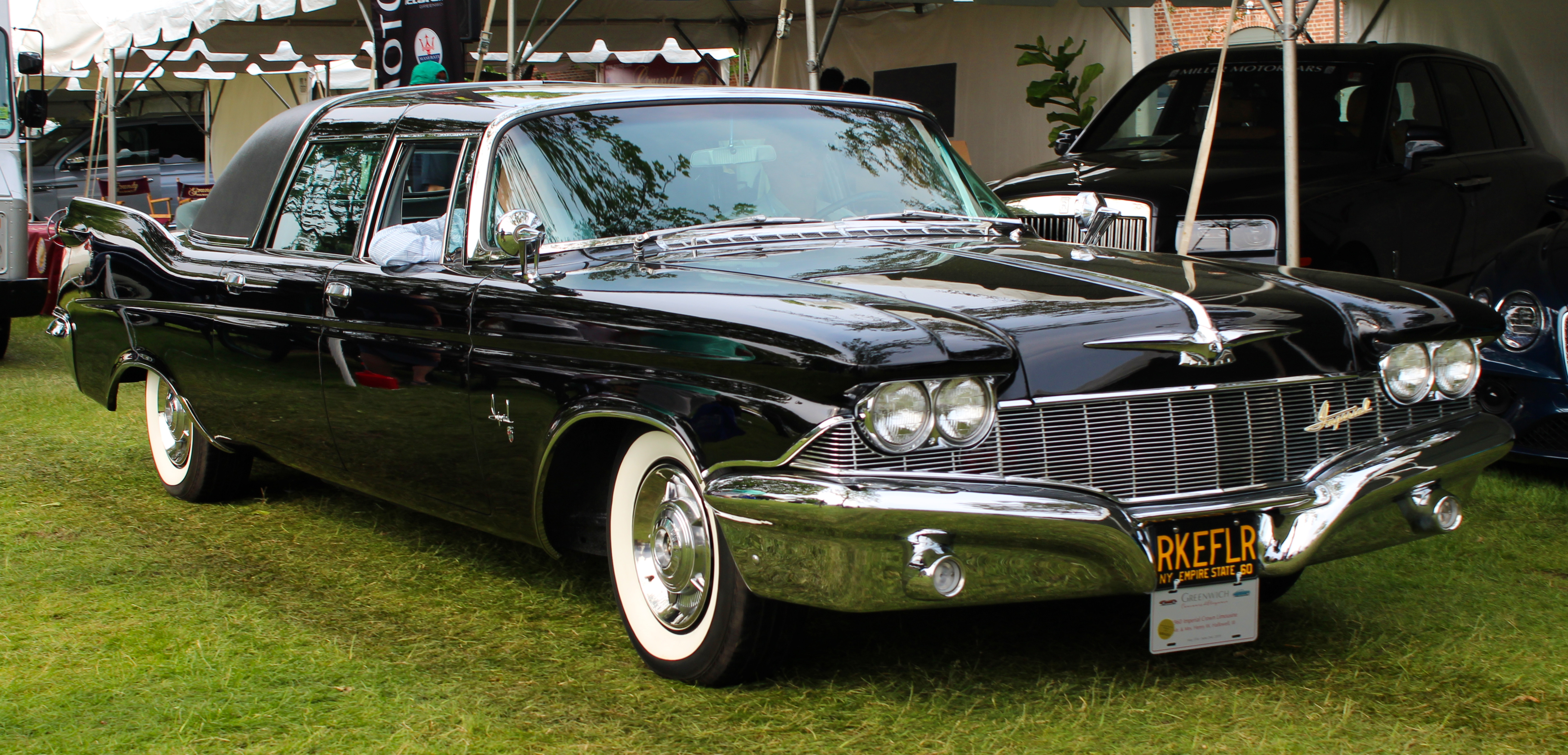
Imperial Crown Limousine (1960)

Die Crown Imperial Limousine (auch: Imperial Ghia) ist ein Repräsentationsfahrzeug (im anglo-amerikanischen Sprachgebrauch: Limousine) der zum US-amerikanischen Chrysler-Konzern gehörenden Luxusmarke Imperial, das von 1957 bis 1964 bei Ghia entstand. Imperial hatte verschiedene zwei- und viertürige Standardmodelle im Programm, die mit den Produkten von Cadillac und Lincoln konkurrierten und regelmäßig in Chryslers nordamerikanischen Werken gebaut wurden. Außerdem gab es in jedem Modelljahr eine verlängerte Repräsentationslimousine, deren Fertigung aus Kapazitäts-, vor allem aber aus Kostengründen zu Ghia nach Italien ausgelagert war. Das Design der Chauffeur-Limousinen entwickelte Sartorelli für Ghia. Bei dem Entwurf ging er von den Serien-Coupés aus und gestaltete den Mittelteil unter Einbau zweier Türen für den verlängerten Passagierraum neu. Ghia übernahm auch die Herstellung der Limousinen, wobei die Standardteile (Hauben, Türen, Verglasung) als Bausätze aus den USA kamen. Die Kooperation von Chrysler und Ghia dauerte bis 1964, danach kooperierte Chrysler in diesem Segment vorübergehend mit dem spanischen Betrieb Barreiros.

#### Fiat 2300 Coupé

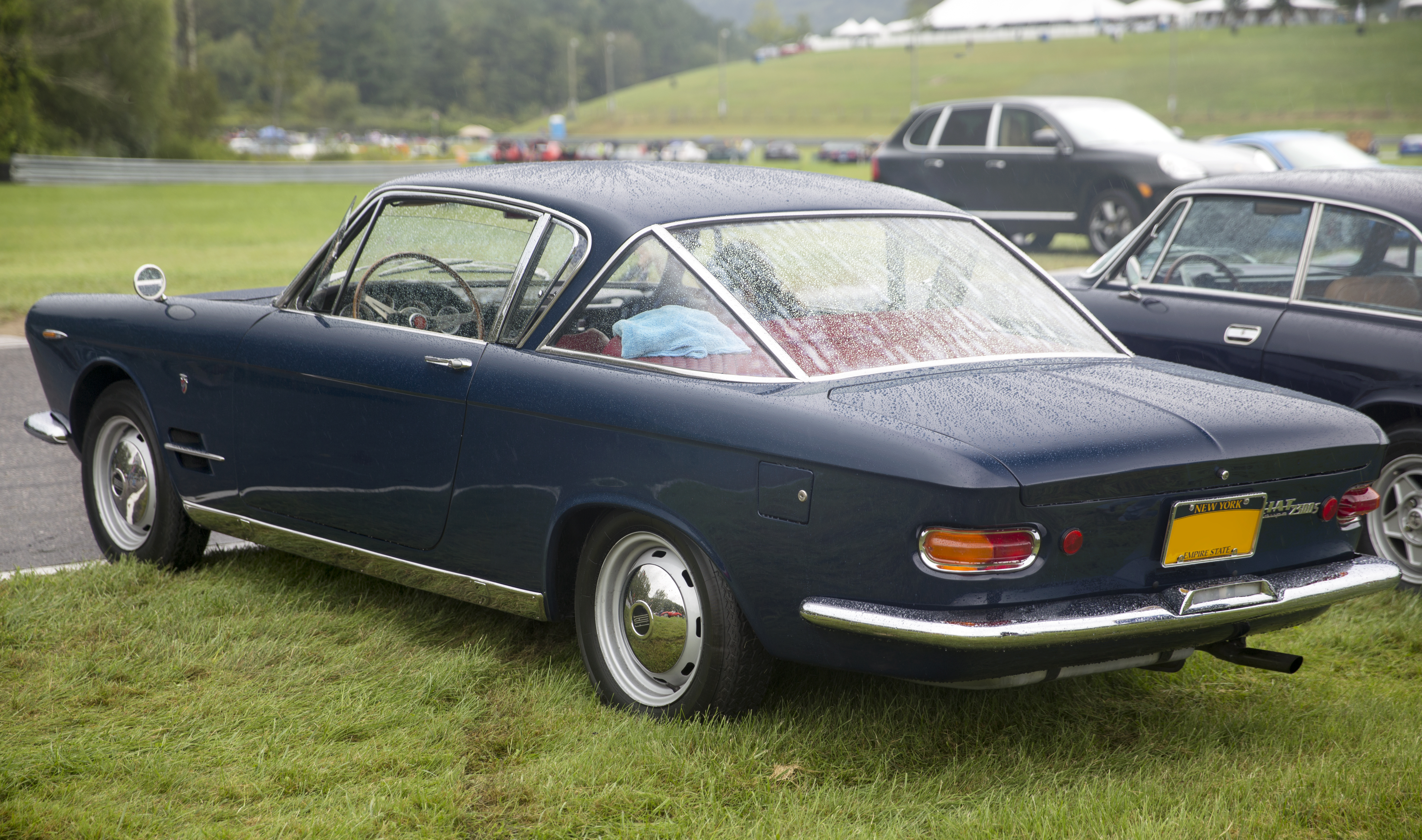
Fiat 2300 Coupé

Im Herbst 1961 führte Fiat in der oberen Mittelklasse die Baureihe 2300 ein. Neben der viertürigen Limousine und dem fünftürigen Kombi, die jeweils in Fiats Centro Stile gestaltet worden waren, gab es auch ein zweitüriges Coupé mit eigenständiger Karosserie, die ein Entwurf der Carrozzeria Ghia war. Verantwortliche Designer des Coupés waren Sergio Sartorelli und Tom Tjaarda. Ein markantes Stilmerkmal ist der filigran gestaltete Dachaufbau. Die gebogene C-Säule verläuft annähernd im gleichen Winkel wie die A-Säule. Die Heckscheibe ist dreiteilig und erweckt den Eindruck einer großen Panoramascheibe. Das Coupé wurde inoffiziell als „Ferrari des kleinen Mannes“ bezeichnet. Die Karosserie wurde anfänglich bei Ghia hergestellt; später übernahm OSI die Fertigung des Aufbaus und die Montage des Fahrzeugs. Außerdem entstanden auf Kundenwunsch einige Cabriolet-Ausführungen des 2300. Ihr Produktionsumfang war gering. Die Angaben in der Literatur schwanken zwischen drei und fünf Exemplaren. Schließlich gab es in Einzelstücken das Kombicoupé Fiat 2300 Club mit großer, oben angeschlagener Heckklappe, das ebenfalls von Sartorelli entworfen worden war.

#### Maserati 5000 GT
1961 baute Ghia für den Industriellen Fernandino Innocenti (Società Anonima Fratelli Innocenti) ein individuell gestaltetes Coupé auf dem Fahrgestell des Maserati 5000 GT (Nummer Nr. AM 103.018). Der Entwurf wird üblicherweise Sartorelli zugeschrieben. Seine Urheberschaft ist allerdings nicht völlig unbestritten; einzelne Quellen weisen stattdessen Giovanni Michelotti als Designer aus. Das Einzelstück existiert noch. In den 1970er-Jahren verkaufte Innocenti das Auto an einen Sammler in Saudi-Arabien, der es unsachgemäß lagerte, sodass der Maserati verfiel. Jahrzehnte später wurde er wiederentdeckt und 2019 bei einer Auktion im kalifornischen Monterey in unrestauriertem, stark verfallenem Zustand für 533.000 $ (seinerzeit etwa 480.000 €) verkauft.

#### VW Karmann-Ghia Typ 34

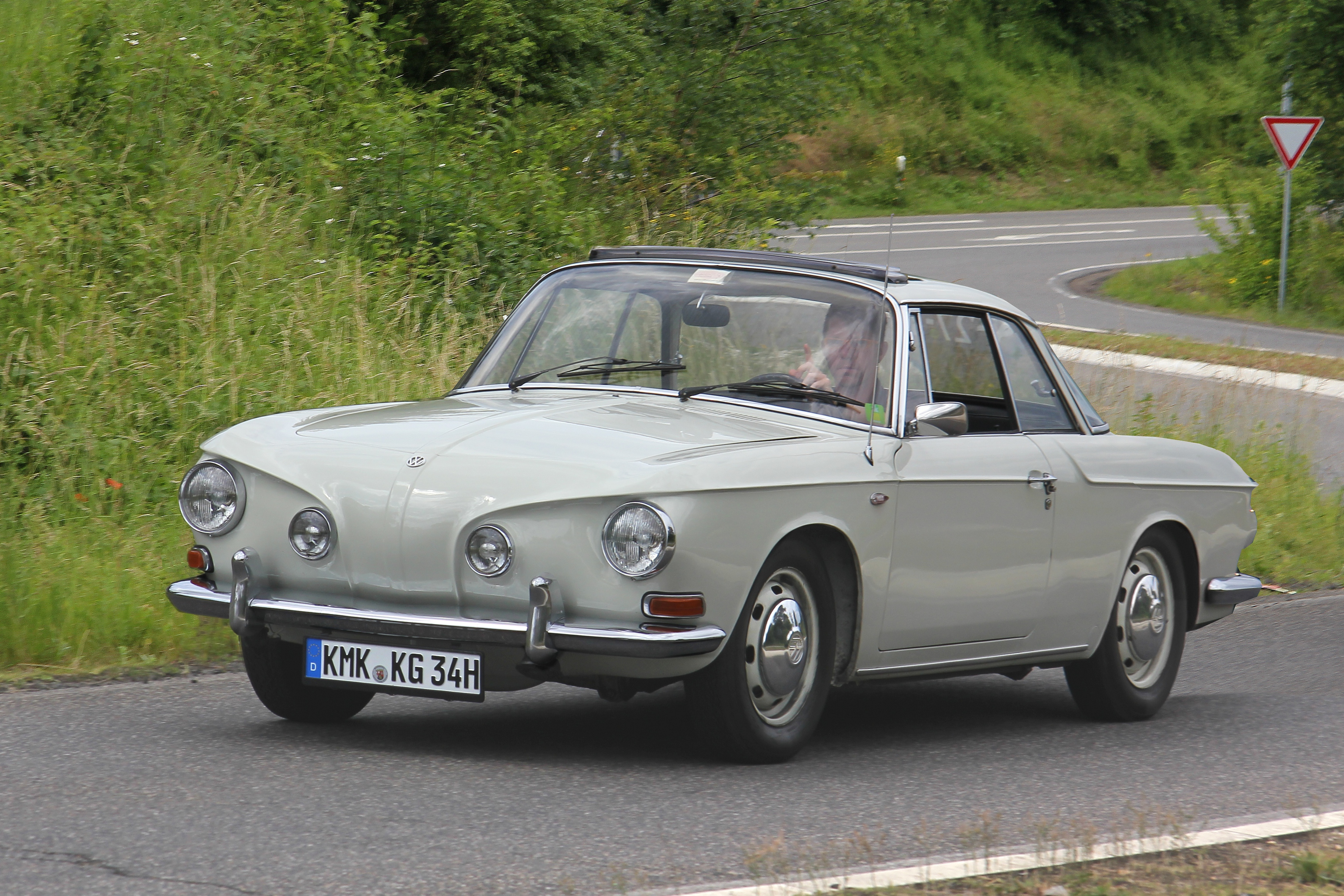
VW Typ 34 Karmann-Ghia

Seit 1955 hatte Volkswagen mit dem Karmann-Ghia Typ 14 ein zweisitziges Sportmodell im Programm, das auf Käfer-Technik aufbaute und eine bei Ghia entworfene Karosserie hatte. Verantwortliche Designer dieses ersten Karmann-Ghia waren Luigi Segre, Felice Mario Boano, Sergio Coggiola und Giovanni Savonuzzi. Als VW dem Käfer 1961 den größeren Typ 3 zur Seite stellte, ließ das Unternehmen auch auf dieser Plattform eine Coupé-Version entwickeln. Daraus wurde der 1961 vorgestellte Karmann-Ghia Typ 34, der den kleinen Typ 14 nicht ersetzte, sondern ergänzte. Er wurde im Volksmund oft der „große Karmann-Ghia“ genannt. Sein Karosseriekörper wurde von Sartorelli gestaltet, der sich an den Linien des zeitgenössischen US-amerikanischen Chevrolet Corvair orientierte. Die Heckpartie hingegen war eine Arbeit von Tom Tjaarda. Sartorellis Design wurde rückblickend als „eine elegante Mischung aus Ami-Style, Italo-Schick und Wolfsburger Gemütlichkeit“ beschrieben. Der Typ 34 war das bis dahin schnellste und zugleich teuerste Serienmodell Volkswagens. Wie schon beim kleineren Typ 14 wurden auch die Serienmodelle des Typs 34 nicht bei Ghia bzw. OSI in Italien, sondern bei Karmann in Osnabrück gebaut. Bis zur Produktionseinstellung 1969 entstanden 45.500 Autos.

#### Fiat 1500 GT Ghia

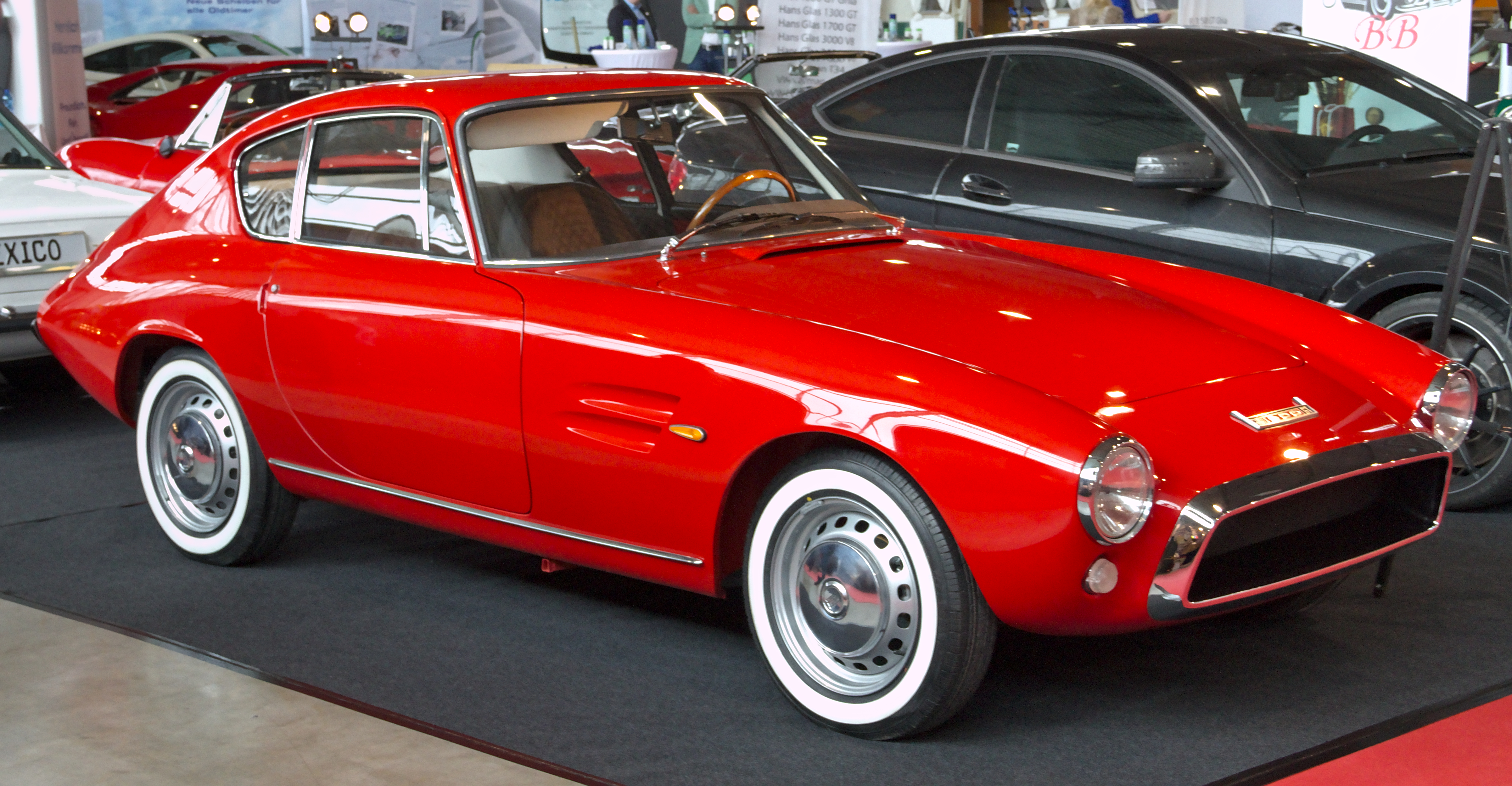
Fiat 1500 GT Ghia

Ab 1963 baute Ghia in Kleinserie den Fiat 1500 GT Ghia, einen zweisitzigen Sportwagen auf der verkürzten Plattform des Fiat 1500. Die Fließheckkarosserie war ein Entwurf Sartorellis. Viele Designdetails erinnern an zeitgenössische Ferrari-Sportwagen. Zu den stilistischen Besonderheiten des Fiat 1500 GT Ghia gehören die lange Motorhaube, die weit nach hinten versetzte Fahrgastzelle und die versteckten Türgriffe. Der 1500 GT Ghia wird als Antwort Ghias auf den von Giorgio Giugiaro für Bertone gestalteten, ähnlich dimensionierten ASA 1000 GT gesehen, einen inoffiziell als kleiner Ferrari („Ferrarina“) bezeichneten Sportwagen, dessen Entwicklung seit 1959 in der italienischen Öffentlichkeit breit diskutiert wurde. Er war ein Nischenmodell im Fiat-Programm und wurde zu einem Preis verkauft, der auf dem Niveau des Porsche 356 lag. Bis 1967 entstanden insgesamt 846 Autos.

#### Ghia 230 S

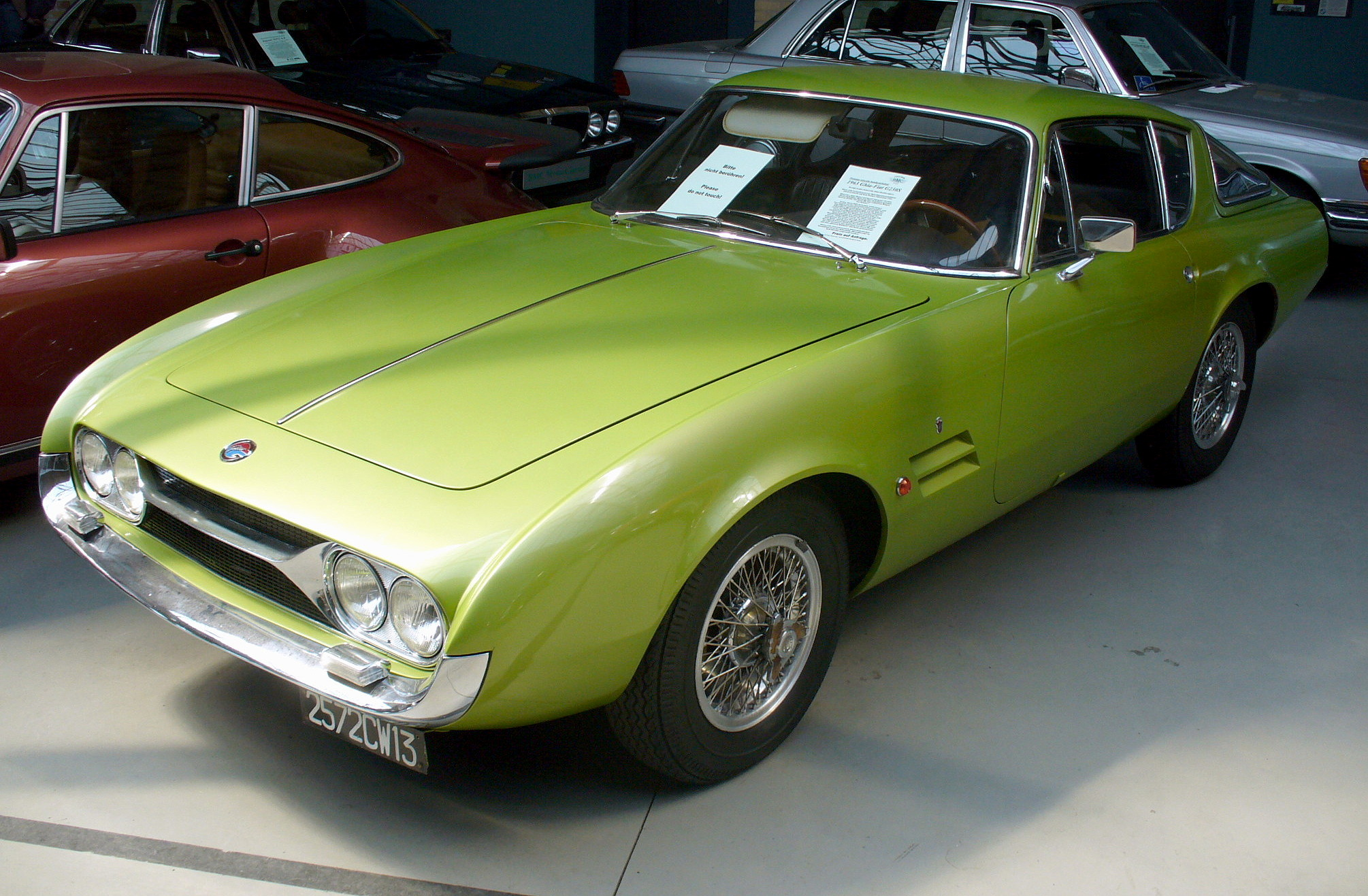
Ghia 230 S

Nachdem Sartorelli bereits für Fiat die Coupé-Version des 2300 gestaltet hatte, stellte Ghia 1963 mit dem 230 S ein weiteres zweitüriges Modell auf Fiat-2300-Basis vor. Der 230 S war auf eigene Initiative Ghias entstanden; er war als sportliche Ergänzung des 2300 Coupé gedacht. Die Karosserie des 230 S entwarf Sartorelli in Zusammenarbeit mit Tom Tjaarda. Sartorelli und Tjaarda entwickelten einige Designdetails, die später für andere Fahrzeuge übernommen wurden. Ein besonderes Merkmal des Ghia 230 S ist die große, in die Wagenflanken hineinreichende, aus drei Einzelteilen zusammengesetzte Heckscheibe, die Bestandteil der Heckklappe ist und – anders als beim regulären 2300 Coupé – mit dieser als Ganzes nach oben schwingt. Eine ähnlich gestaltete Heckklappe tragen der wenig später präsentierte, von Pietro Frua entworfene Maserati Mistral und – wesentlich später – der Porsche 924. Ein weiteres eigenständiges Element ist die im Bereich der Wagenfront abfallende Linie der Kotflügel, die in aufwärts gebogene Stoßfänger übergeht. Die Linie der Motorhaube ist davon optisch getrennt. Die Scheinwerfer, die vom Fiat 1300 übernommen wurden, haben eine hervorgehobene Position. Eine ähnliche Gestaltung findet sich etwa beim wenig später präsentierten Lamborghini 350 GT. 1963 baute Ghia zwei Prototypen des 230 S Coupé; ein Jahr später entstanden zwei Cabriolets. Die Autos wurden auf verschiedenen Ausstellungen gezeigt, eine Serienproduktion kam allerdings nicht zustande. Es blieb bei insgesamt vier Fahrzeugen.

#### Ghia 450 SS

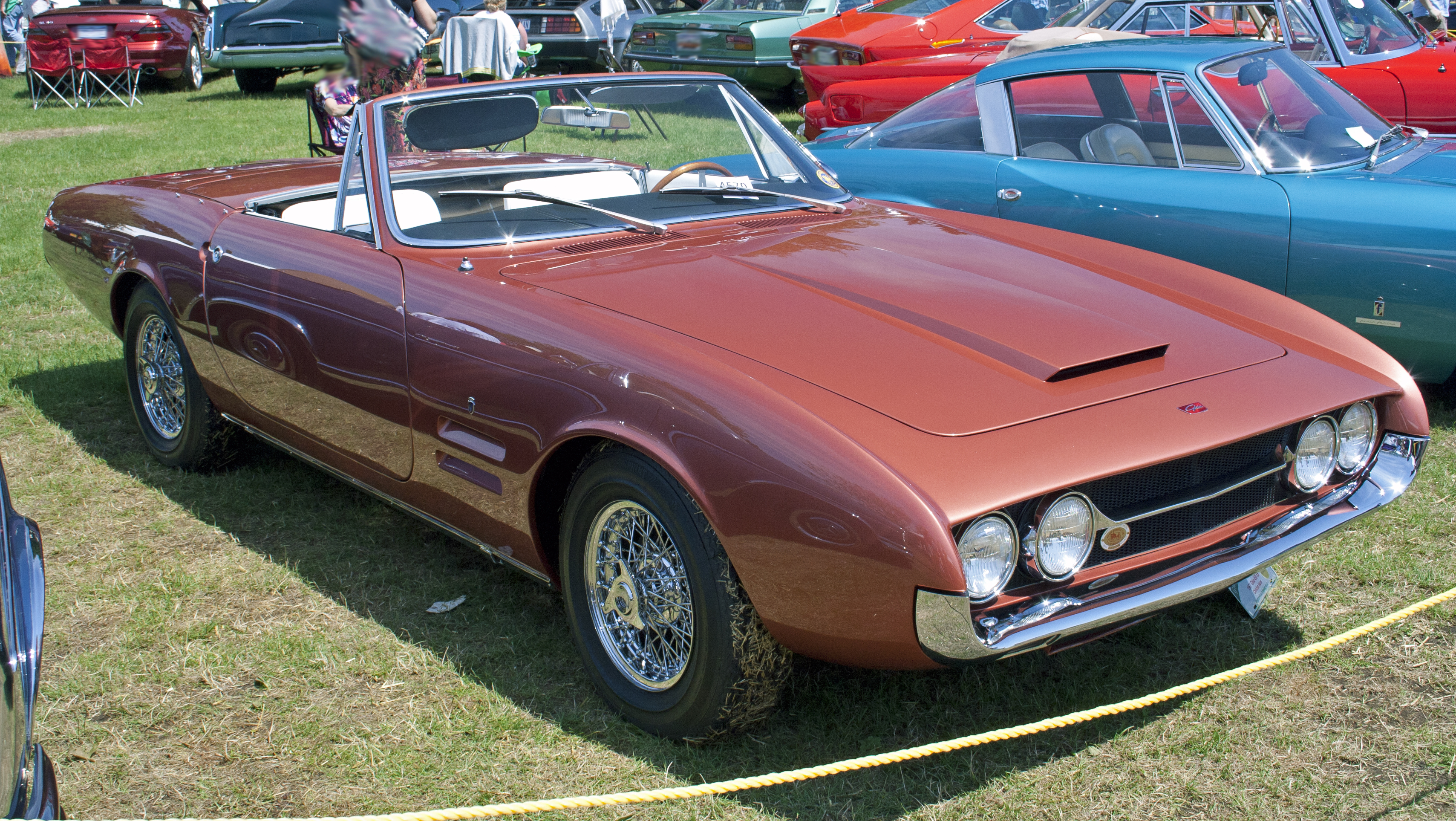
Ghia 450 SS

Der 1965 vorgestellte Ghia 450 SS war eine Weiterentwicklung des Ghia 230 S. Initiator des Modells war der US-amerikanische Unternehmer Burt Sugarman, der bei Ghia eine auf amerikanische Großserientechnik zugeschnittene Variante des 230 S für den nordamerikanischen Markt in Auftrag gab. Im Gegensatz zum 230 S basierte der Ghia 450 SS auf dem Plymouth Barracuda. Von ihm kam auch der 4,5 Liter große Achtzylinder-V-Motor. Die Karosserie des Ghia 450 SS entsprach weitgehend der des offenen Ghia 230 S, war aber in Details weiterentwickelt. Das Design des 450 SS wird vielfach Giorgio Giugiaro zugeschrieben, der im Dezember 1965 von Bertone zu Ghia gewechselt war. Tatsächlich hatte im Wesentlichen Sartorelli den Aufbau entworfen; Giugiaro überarbeitete nach seiner Ankunft bei Ghia nur noch die Frontpartie und den Instrumententräger. Der 450 SS kostete 1966 in den USA etwa 12.000 $. Er war damit viermal so teuer wie eine Chevrolet Corvette. Wegen des hohen Preises ließ er sich nur schwer absetzen. Bis 1966 entstanden etwa 60 Autos, die wahrscheinlich bei OSI aufgebaut wurden. Die Produktion des 450 SS endete bereits 1966.

#### Studien und Konzeptfahrzeuge für Ghia
Zu den Ghia-Studien, an denen Sartorelli beteiligt war, gehören der Ghia Selene I (1959), den er zusammen mit Tom Tjaarda entwickelte, und der Selene II (1962). Sie waren sehr frühe Vertreter des Cab-Forward-Designs und fielen durch kurze Front- und lange Heckpartien sowie ungewöhnliche Anordnungen der Sitze auf – beim Selene I sollte der Fahrer vor der Vorderachse sitzen. Für den polnischen Hersteller FSO gestaltete Sartorelli 1959 einen seriennahen Prototyp eines möglichen Nachfolgers des FSO Warzawa M 20 mit Stufenheckkarosserie, der allerdings nicht in die Produktion ging. Als fahrbereites Unikat entstand 1963 der Ford Falcon Clan, dessen Schrägheckkarosserie mit oben angeschlagener Heckklappe Sartorelli auf der technischen Basis des US-amerikanischen Ford Falcon verwirklichte. Für den deutschen Volkswagen-Konzern entwarf Sartorelli 1963 schließlich eine große viertürige Stufenhecklimousine mit luftgekühltem Heckmotor von Porsche, die auf ein Marktsegment oberhalb des VW Typ 3 ausgerichtet war. Von dieser intern als EA 128 bezeichneten Limousine entstand ein fahrbereiter Prototyp, der noch existiert. Eine Serienfertigung wurde frühzeitig verworfen.

### OSI
Bei OSI leitete Sartorelli zwei Jahre lang die Designabteilung.

#### Alfa Romeo Scarabeo

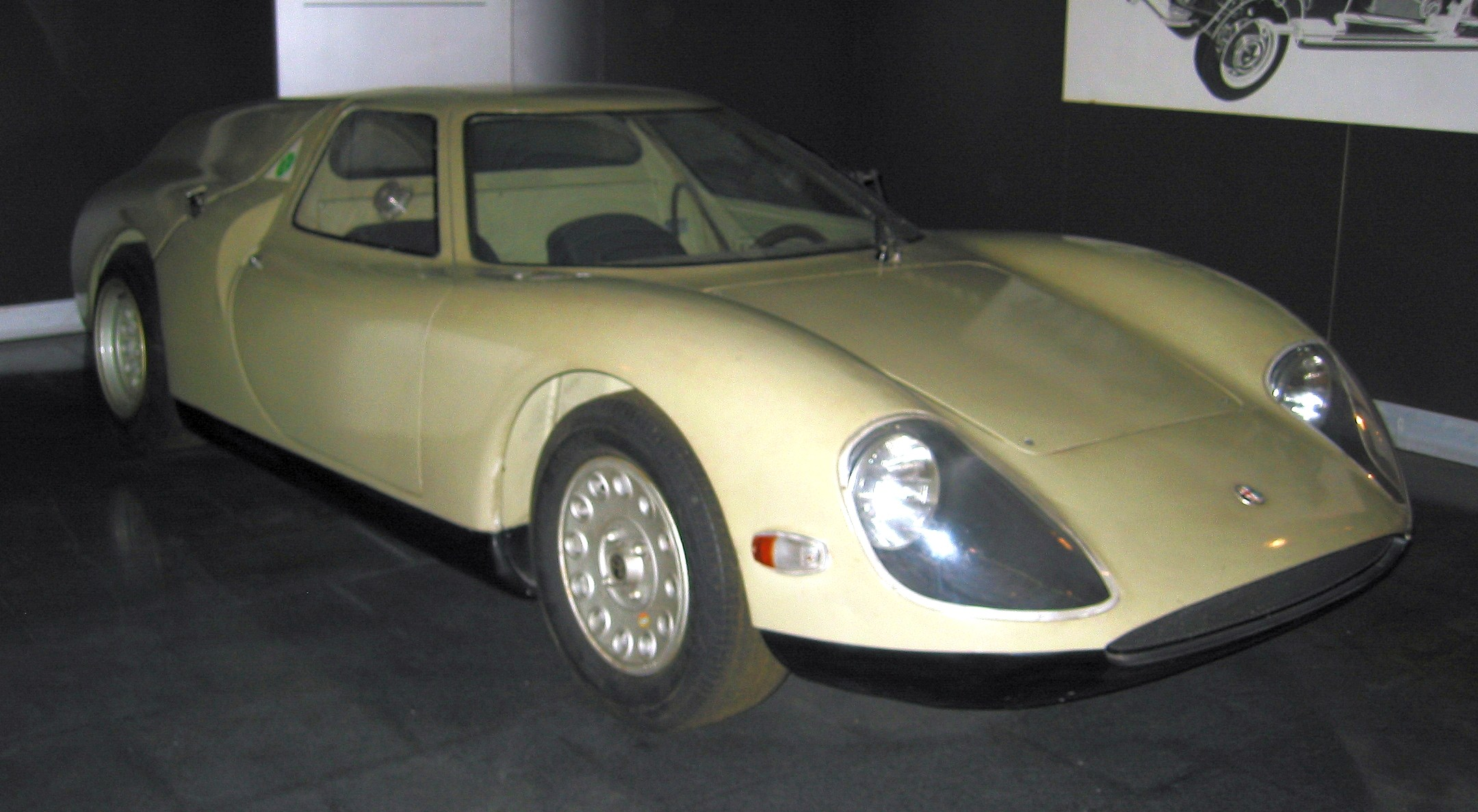
Alfa Romeo Scarabeo

Sartorellis erste eigene Designarbeit bei OSI war das Show Car Alfa Romeo Scarabeo, das im Oktober 1966 auf dem Pariser Autosalon erstmals gezeigt wurde. Der Scarabeo ist ein zweisitziger Sportwagen mit einer sehr niedrigen Karosserie. Sein Chassis entspricht weitgehend dem des zur gleichen Zeit entwickelten Rennsportwagens Alfa Romeo Tipo 33, er hat aber einen vom Alfa Romeo GTA abgeleiteten Vierzylindermotor. Sartorelli gestaltete einen Aufbau mit langer Frontpartie und kurzem Kammheck. Die beiden Sitze waren so weit wie möglich nach hinten verschoben. Ein besonderes Merkmal war das Fehlen herkömmlicher Türen. Stattdessen konnte bei dem in Paris gezeigten Exemplar des Scarabeo die gesamte Abdeckung der Fahrgastzelle einschließlich Frontscheibe, Seitenblechen und Dach in einem Stück nach vorn geklappt werden und ermöglichte so den Zugang zum Innenraum.
Die Dachform des Scarabeo wurde später direkt oder abgewandelt von verschiedenen Kleinserien- und Bausatzherstellern übernommen, unter ihnen die britischen Unternehmen Nova Cars und Eagle Cars (Eagle SS).

#### OSI-Ford 20 M TS

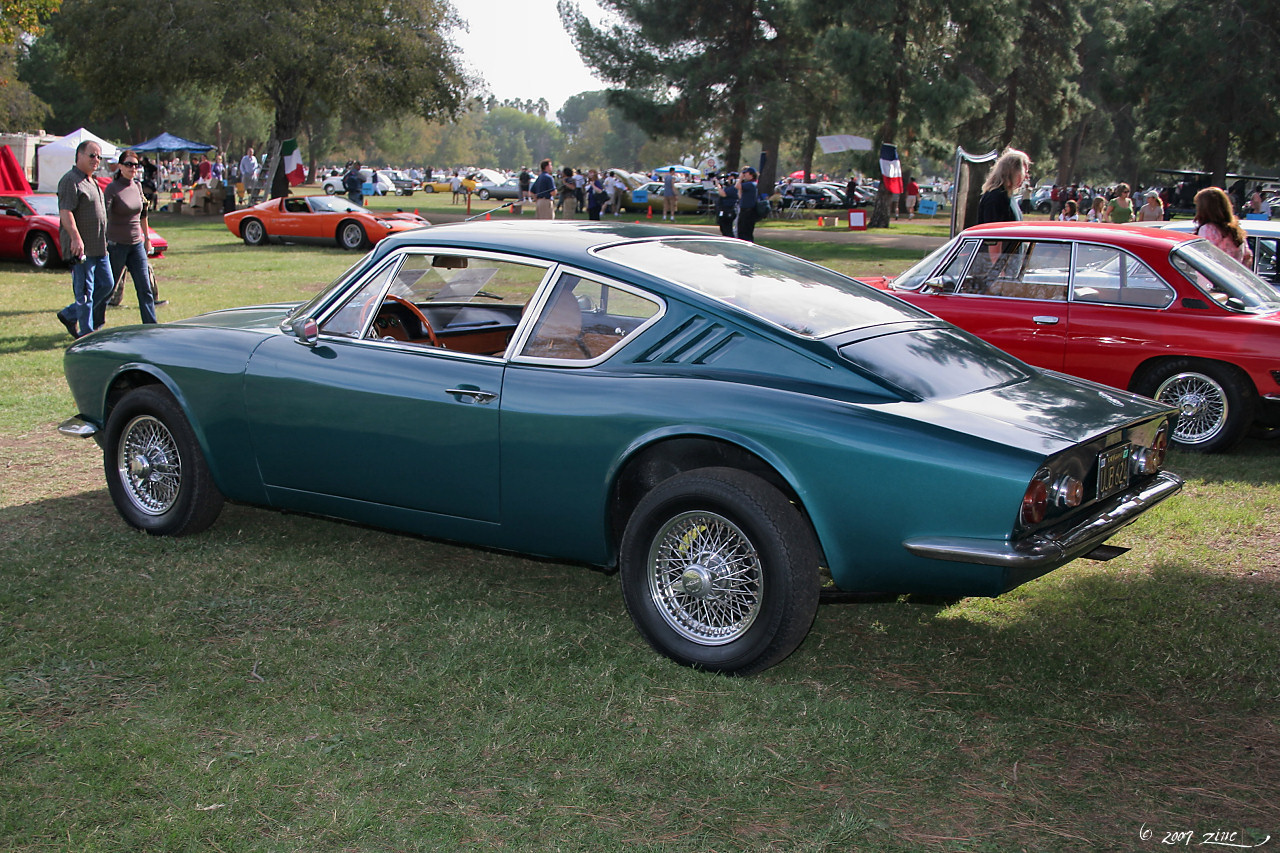
OSI-Ford 20 M TS

Sartorellis erfolgreichster Entwurf für OSI ist das Fließheckcoupé OSI-Ford 20 M TS, das 1966 als Prototyp öffentlich vorgestellt und bis 1967 in Turin je nach Quelle in 2200 oder 3500 Exemplaren gebaut wurde. Der zweisitzige Wagen basiert auf der Technik des Ford P5 („20 M“). Er machte den Namen OSI in Deutschland bekannt und erhielt eine gute Presse, trug aber auch zum Scheitern des italienischen Unternehmens bei. Weil das Werk anfänglich nicht genug Fahrzeuge produzieren konnte, um der Nachfrage gerecht zu werden, baute OSI die Kapazitäten kurzfristig aus, ohne über hinreichendes Kapital zu verfügen. Am Ende des Jahres 1967 geriet OSI in wirtschaftliche Schwierigkeiten und musste den Betrieb einstellen. Ergänzend zum Coupé hatte Sartorelli noch ein viersitziges Cabriolet entworfen, von dem ein oder zwei Prototypen entstanden. Wegen der Insolvenz von OSI kam es nicht mehr zu einer Serienproduktion.

### Fiat
Bei Fiat war Sartorelli in erster Linie für die Entwicklung von Studien zu künftigen Modellen zuständig; zudem verantwortete er auch das Design einiger Serienfahrzeuge.

#### Fiat 126

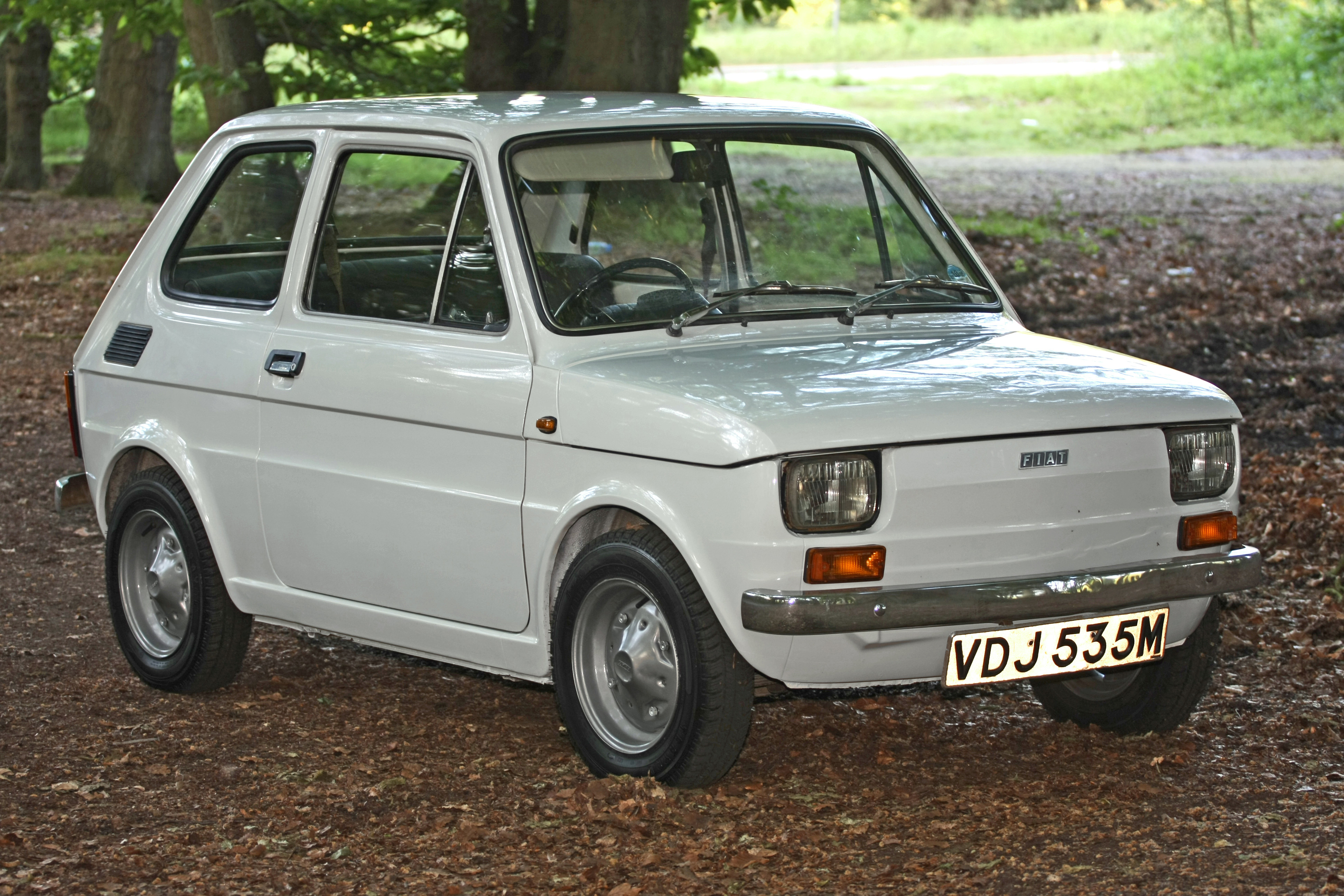
Fiat 126 (1972)

Im November 1972 brachte Fiat als Nachfolger des inzwischen 15 Jahre alten 500 das Modell 126 heraus, das wie der Vorgänger als Kleinstwagen für den Stadtverkehr ausgelegt war und weiterhin den raumökonomisch nachteiligen Heckantrieb hatte. Sergio Sartorelli verantwortete die Karosserieform, der sich an das Konzeptfahrzeug Fiat City Taxi des 1969 verstorbenen Designers Pio Manzù anlehnte. Der 126 war im Hinblick auf den Produktionsumfang Sartorellis erfolgreichste Kreation: Das Auto wurde fast 30 Jahre lang gebaut. Während der 126 in Westeuropa ab 1980 zunehmend von Giugiaros Fiat Panda verdrängt wurde, war er insbesondere in Osteuropa jahrzehntelang weit verbreitet. Insgesamt entstanden 4,6 Mio. Fahrzeuge, zwei Drittel davon als Polski Fiat 126p im polnischen Werk Fabryka Samochodów Małolitrażowych (FSM).

#### Fiat Ritmo und Regata
Zu Sartorellis letzten Projekten bei Fiat gehörte die Fertigstellung des Nachfolgers für den Fiat 128, der 1978 unter der Bezeichnung Fiat Ritmo auf den Markt kam. Das im Gegensatz zum Vorgänger als Kombilimousine ausgelegte Auto war seit 1971 in Planung. Erste Skizzen gehen auf Pierangelo Andreani zurück, später entwickelte Sartorelli das Design zur Serienreife. Das Ritmo-Design ist geprägt durch großflächige, unlackierte Kunststoffstoßfänger, die sich vom übrigen Karosseriekörper abheben und die Leuchteneinheiten komplett (hinten) oder zumindest teilweise (vorn) einbinden. Eigenständig sind bei der ersten Serie des Ritmo die runden Klapptürgriffe, die die Form der Scheinwerfer aufgreifen. Auf der Grundlage des Ritmo entwickelte Sartorelli später die Stufenhecklimousine Fiat Regata sowie die Kombiversion Weekend.